# Corimelaena nigra
Corimelaena nigra är en insektsart som beskrevs av William Sweetland Dallas 1851. Corimelaena nigra ingår i släktet Corimelaena och familjen glansskinnbaggar. Inga underarter finns listade i Catalogue of Life.